# Saint-Oradoux-de-Chirouze
Saint-Oradoux-de-Chirouze är en kommun i departementet Creuse i regionen Nouvelle-Aquitaine i de centrala delarna av Frankrike. Kommunen ligger i kantonen La Courtine som tillhör arrondissementet Aubusson. År 2022 hade Saint-Oradoux-de-Chirouze 71 invånare.

## Befolkningsutveckling
Antalet invånare i kommunen Saint-Oradoux-de-Chirouze
Referens:INSEE